# 川滇桤木
川滇桤木（学名：Alnus ferdinandi-coburgii）为桦木科桤木属的植物，为中国的特有植物。分布于中国大陆的贵州、四川、云南等地，生长于海拔1,500米至3,000米的地区，见于岸边的林中、山坡及潮湿地，目前尚未由人工引种栽培。

## 别名
滇桤木（中国森林树木图志）